# Saint-Michel, Aisne

Saint-Michel este o comună în departamentul Aisne din nordul Franței. În 1 ianuarie 2022 avea o populație de 3.222 de locuitori.